# ماری ویت
ماری ویت (به انگلیسی: Mary Wayte) (زادهٔ ۲۵ مارس ۱۹۶۵) شناگر اهل ایالات متحده آمریکا است.